# Bobby Briggs
Bobby Briggs, o Robert Briggs, è un personaggio immaginario della serie televisiva statunitense I segreti di Twin Peaks, creata da Mark Frost e David Lynch.
È interpretato da Dana Ashbrook, con la voce italiana di Niseem Onorato.
Bobby è un ragazzo diciannovenne che incarna pienamente l'immagine del giovane ribelle irrispettoso di ogni forma di autorità. Oltre che quarterback della squadra di football americano liceale, il ragazzo è anche uno spacciatore di droga agli ordini di Leo Johnson.

## Biografia del personaggio

### Antefatti
Bobby Briggs nacque a Twin Peaks, Washington, il 10 dicembre 1969, da Garland e Betty Briggs. Unico figlio della coppia, il ragazzo crebbe sotto la rigida autorità paterna sviluppando un forte spirito di ribellione, che lo portò a diventare socio del violento e pericoloso Leo Johnson, spacciatore di droga della cittadina, per il quale svolse compiti di corriere assieme a Mike Nelson, il suo migliore amico.
Studente non esattamente brillante, Bobby si distinse più per meriti sportivi, diventando la stella della squadra di football di Twin Peaks. Da sempre innamorato di Laura Palmer, Bobby incominciò una relazione sentimentale con lei a quattordici anni, ben presto tuttavia si rese conto del disinteresse della ragazza, che lo frequenta unicamente per avere la droga.

### NeI segreti di Twin Peaks
Dopo l'omicidio di Laura, Bobby viene trattenuto dagli uomini dello sceriffo Truman come uno dei principali sospettati. L'arrivo di Cooper tuttavia, lo scagiona in breve poiché l'agente si convince immediatamente che il ragazzo non c'entra con l'omicidio. Uscito dalla custodia, Bobby apprende della relazione segreta tra Laura e James Hurley, ingelosito, fa dunque incriminare il ragazzo per possesso di stupefacenti tramite prove fasulle.
Verso la fine della prima stagione, Leo, dopo aver scoperto della tresca tra il giovane e la moglie, lega questa nella segheria Pakard dopo aver appiccato fuoco all'edificio e tenta di uccidere Bobby attirandolo in casa sua. Fortunatamente Hank Jennings spara a Leo per ordine di Benjamin Horne salvando involontariamente la vita del ragazzo.
Successivamente Bobby e Shelly, sopravvissuta grazie all'intervento di Catherine Martell, si ricongiungono e decidono di andare a convivere prendendosi a carico Leo (caduto in stato catatonico) per ottenere la pensione di invalidità. Nel momento in cui le spese mediche si riveleranno troppo dispendiose nonostante l'assegno periodico, Bobby, per riuscire a mantenere la compagna si fa assumere come braccio destro di Benjamin Horne dopo averlo aiutato ad uscire da un periodo di shock derivatogli dal carcere. Paradossalmente però, così facendo si monta la testa per la sua nuova posizione ed arriva quasi a trascurare la ragazza.
Da lì a breve, Leo si risveglia e tenta di uccidere la moglie infedele ma fortunatamente Bobby riesce a soccorrerla e mettere in fuga l'uomo, che, dopo essere stato ritrovato e schiavizzato da Windom Earle viene da esso abbandonato ad una morte certa, sebbene non mostrata.
Riconosciuto di essere stato freddo nei confronti di Shelly per via del suo nuovo lavoro si scusa, venendo perdonato. Bobby avanza dunque una proposta di matrimonio alla ragazza amata, convinto che Leo sia ormai defunto.

### InTwin Peaks(2017)
Nella terza stagione della serie, Bobby Briggs fa parte del corpo di polizia di Twin Peaks in qualità di vicesceriffo. Dalla relazione con Shelly Johnson è nata una figlia, Becky, che è sposata con Steven Burnett; Bobby e Shelly comunque non vivono più insieme.
Assieme al suo superiore, lo sceriffo Truman, e al suo collega Hawk fa visita a sua madre, la quale racconta che il marito anni prima aveva predetto il loro arrivo e dà loro un cilindretto metallico, che contiene un foglietto con delle coordinate e il nome di Cooper ripetuto, cosa che sembra indicare la presenza di "due Cooper". È poi tra i testimoni che vedono, alla stazione di polizia, il vero Cooper e il suo doppio malvagio, dal quale si diparte una sfera levitante con il volto di BOB.

## Caratterizzazione
(Bobby Briggs al funerale di Laura Palmer)
Bobby, prima che venisse uccisa, era il ragazzo di Laura Palmer e, sebbene questa non lo amasse affatto e lo frequentasse solo per poter usufruire della cocaina da lui spacciata, diverrà molto geloso di James Hurley quando scoprirà della relazione segreta che aveva con la ragazza mentre stava con lui.
A discapito di ciò tuttavia, Bobby stesso era infedele a Laura, portando avanti di nascosto una relazione con Shelly, moglie di Leo Johnson, con la quale andrà a convivere dopo che questi entrerà in uno stato catatonico.
Sebbene sia rappresentato per lo più come il classico "cattivo ragazzo" attaccabrighe, menefreghista, coinvolto in attività illegali e in una relazione con una giovane donna sposata, Bobby dà prova più volte nella serie di essere parecchio più profondo e sensibile di quanto appaia a prima vista; cosa che si denota principalmente dal discorso fatto al funerale di Laura, e dal fatto che, pur avendo un rapporto complicato col padre, il maggiore Briggs, si sia mostrato, in certe occasioni, realmente affezionato a lui. Il personaggio è inoltre uno di quelli che si evolve maggiormente, più avanti nella serie infatti, Bobby diventa un ragazzo parecchio più responsabile, diventando il braccio destro di Benjamin Horne per farsi carico di Shelly e mantenerla.
Nonostante gli alti e i bassi, la relazione adulterina tra Bobby e Shelly è la sola a rimanere in piedi dall'inizio della serie fino alla sua prematura conclusione e si basa su un amore autentico; proprio a dimostrazione di ciò l'ultima scena con protagonisti i due nell'ultimo episodio è identica alla loro scena d'esordio nel primo.
La caratteristica principale del personaggio è la sua camminata ciondolante, simile ad una sorta di ballo, mantenuta in ogni scena a prescindere dall'azione svolta al momento.